# Maxime Brunfaut
Maxime Brunfaut (Schaarbeek, 23 mei 1909 - Brussel, 22 september 2003) was een belangrijk Belgisch architect en stedenbouwkundige. Qua stijl rekent men zijn oeuvre tot het nieuwe bouwen.

## Beknopte biografie
Maxime was de zoon van Fernand Brunfaut, eveneens architect en volksvertegenwoordiger voor de Belgische Werkliedenpartij. Ook zijn oom, Gaston Brunfaut, was architect. Van 1925 tot 1929 studeerde Maxime architectuur aan de Academie voor Schone Kunsten in Brussel. Victor Horta was daar een van zijn leermeesters. Na zijn studies werkte hij samen met zijn vader en later ook met Horta. Hij kreeg vele opdrachten van de toenmalige unitaire Belgische Socialistische Partij. Daarenboven  construeerde hij verscheidene gebouwen voor het Openbaar Vervoer, zoals onder meer het Brusselse metrostation Porte de Namur, evenals het gebouw Sabena Air Terminus (tegenover het Centraal Station te Brussel), ten behoeve van de toenmalige luchtvaartonderneming "Sabena".
Na het overlijden van Victor Horta, voltooide hij het Centraal Station te Brussel.
Brunfaut was als architect een utopist die tot aan zijn dood idealistisch gestemd was. Volgens eigen zeggen was de architectuur zijn enige maîtresse die hij slecht heeft verzorgd.
Net als Renaat Braem stelde hij de artistieke avant-garde ten dienste van een rechtvaardige en klasseloze maatschappij. Gaandeweg vond hij het socialisme te burgerlijk en raakte hij ontgoocheld in haar praxis door het wegvallend experiment. Brunfaut komt over als een radicaaldenkend en zelfkritisch iemand. Zelf vond hij het ondertussen vervallen Sanatorium Joseph Lemaire zijn meest geslaagd werk.

## Belangrijkste werken

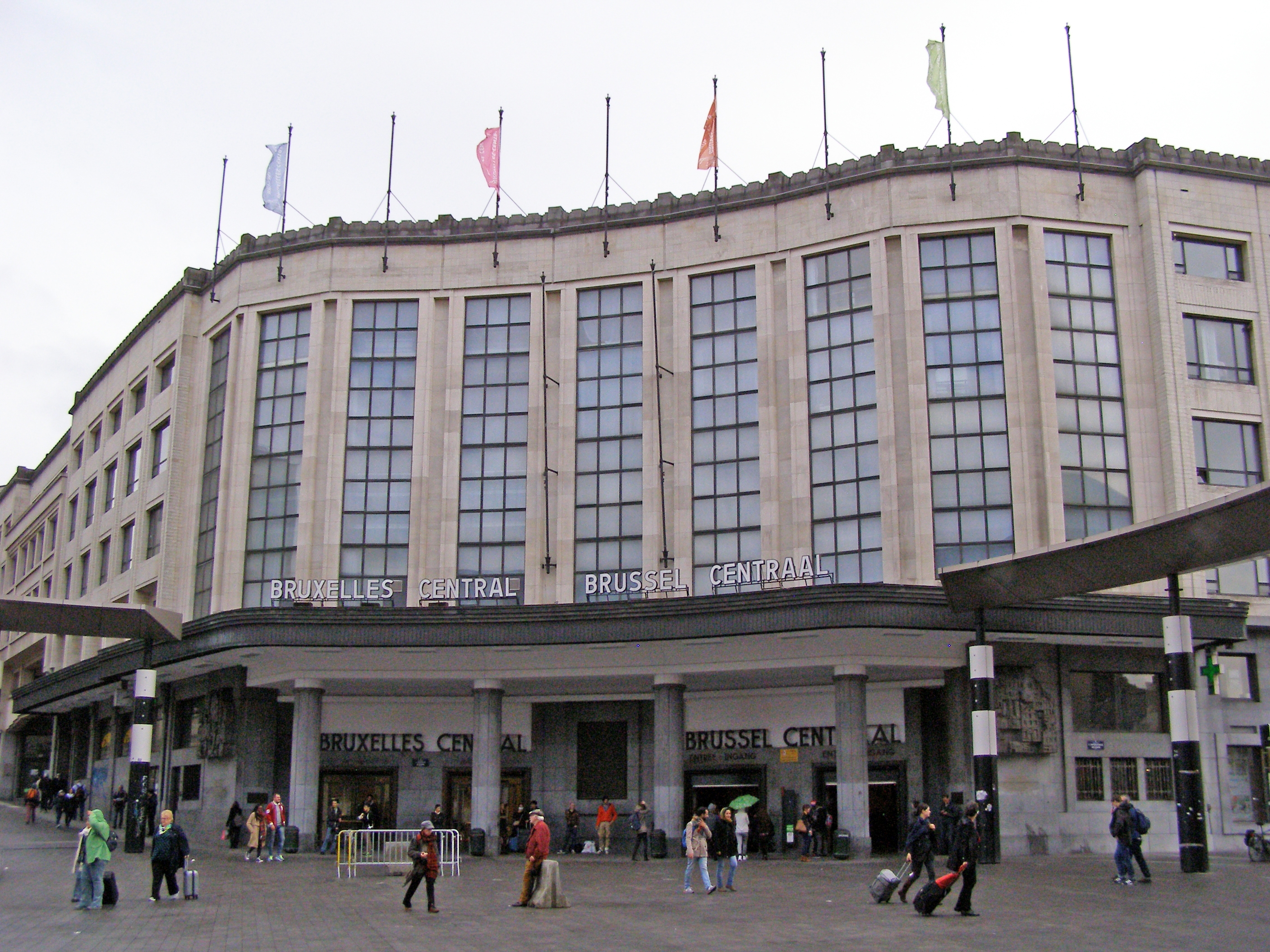
Station Brussel-Centraal

- 1932: Drukkerij van de krant Le Peuple, Brussel
- 1937: Sanatorium Joseph Lemaire, Tombeek (Overijse) (gesloten in 1987)
- 1936-1952: Voltooiing van het station Station Brussel-Centraal na het overlijden van de ontwerper: Victor Horta († 1947)
- 1952: Station Brussel-Congres
- 1954: Sabena Air Terminus, Brussel
- 1955-1958: Toenmalige Luchthavengebouw, Zaventem (in samenwerking met de bouwmeesters Georges Bontinck en Joseph Moutschen) (sinds 2020 evenementenhal Skyhall)
- 1958: Stedelijk zwembad, Leuven
- 1964: Algemeen secretariaat van de Belgische Socialistische Partij, Brussel
- 1970: ACOD gebouw aan het Fontainasplein, Brussel
- Art deco-meubilair voor de drukkerij van de Gentse krant Vooruit, anno 2009 het cultuurhuis Backstage